# Immortal (Shaman)
Immortal è il terzo album della band brasiliana power metal Shaman, pubblicato nel 2007.
È il primo disco che vede la band completamente rinnovata; resta infatti solamente Ricardo Confessori (ex-Angra), detentore dei diritti legati al nome del progetto, mentre il resto della formazione è composta da musicisti completamente nuovi.

## Tracce
1. Renovatti – 2:59
2. Inside Chains – 4:24
3. Tribal by Blood – 4:18
4. Immortal – 5:54
5. One Life – 5:04
6. In The Dark – 4:18
7. Strenght – 4:17
8. Freedom – 4:44
9. Never Yield! – 4:47
10. The Yellow Brick Road – 8:18

## Formazione
- Thiago Bianchi - voce
- Leo Mancini - chitarre
- Fernando Quesada - basso
- Ricardo Confessori - batteria